# Spoorlijn Milaan - Venetië

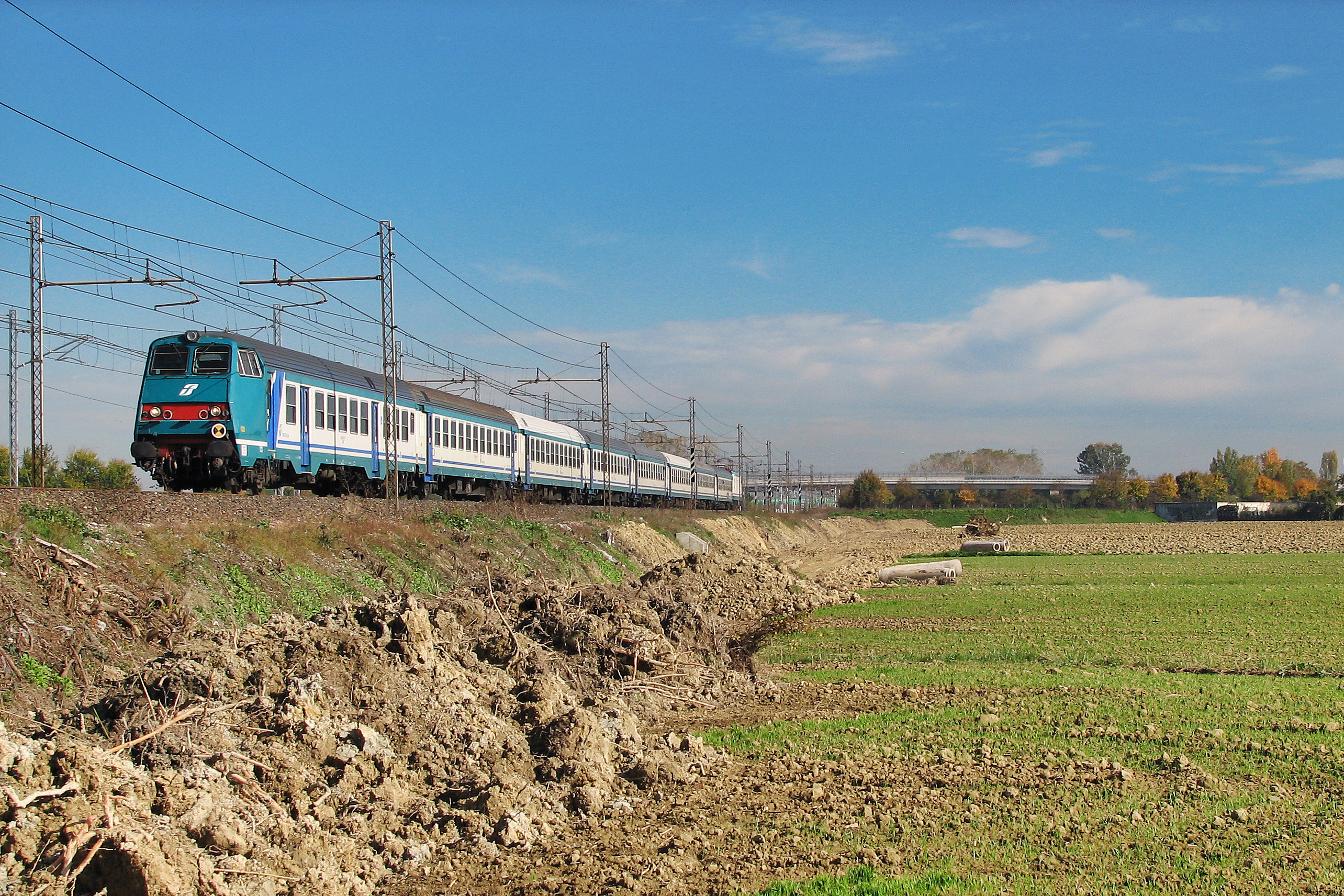
Bij Mirano

De spoorlijn Milaan - Venetië is een van de belangrijkste spoorlijnen van Italië. De lijn verbindt de hoofdstad van de regio Lombardije, Milaan met de aan de Adriatische Zee gelegen stad Venetië.
Het eerste deel van de lijn, tussen Padua en Marghera werd op 13 december 1842 geopend.
De spoorlijn heeft een lengte van 267 km. De lijn is in beheer bij Ferrovie dello Stato.

## Stations
Een selectie van stations op het traject:
- station Milano Centrale
- station Treviglio
- station Brescia
- station Verona Porta Nuova
- station Vicenza
- station Mestrino
- station Padova
- station Pescira Del Garda
- station Venezia Mestre
- station Venezia Porto Marghera
- station Venezia Santa Lucia